# Irma la dulce
Irma la dulce (título original Irma la Douce) es una película de comedia romántica estadounidense de 1963 dirigida por Billy Wilder, coescrita por el propio Wilder junto a su colaborador habitual I.A.L. Diamond y protagonizada por Jack Lemmon y Shirley MacLaine. Basada en el exitoso musical francés del mismo nombre estrenado en 1956, con libreto de Alexandre Breffort y música de Marguerite Monnot, la película cuenta la historia de Nestor Patou, un ingenuo gendarme parisino que, tras ser despedido de su trabajo, se enamora de Irma, una encantadora trabajadora nocturna del barrio de Les Halles. La película fue ganadora de uno de los tres Óscar a los que fue candidata.

## Argumento
Irma la Dulce cuenta la historia de Néstor Patou (Jack Lemmon), un gendarme parisino inocente e idealista trasladado desde el Bois de Boulogne al barrio de Les Halles. Junto al mercado central de París, la calle Casanova está llena de prostitutas que trabajan en el Hotel Casanova. En medio de una redada, uno de los clientes detenidos resulta ser el inspector Lefevre, superior de Néstor; tanto él como el resto de los gendarmes están al tanto de la prostitución, pero la toleran a cambio de dinero. El inspector consigue que Néstor sea despedido.
Expulsado del cuerpo de policía y humillado, Néstor se encuentra dando vueltas por el mismo barrio en que terminó su carrera como gendarme; así, acaba en la taberna Chez Moustache, un lugar de descanso de las prostitutas y sus chulos. En medio de una mala racha, Néstor traba amistad con Irma la Dulce (Shirley MacLaine), una popular prostituta, y con el propietario, un hombre conocido simplemente como Moustache (Lou Jacobi), que aparentemente es un simple camarero pero que a menudo cuenta historias sobre su vida anterior al bar, en las que presume de haber sido, entre muchas otras cosas, profesor de economía en la Sorbona o tocólogo en el África Ecuatorial, y siempre termina su narración diciendo «… pero esa es otra historia». Tras defender a Irma en un altercado con su chulo, Hippolyte, Néstor se traslada a vivir con ella y, llevado por su buen corazón, pronto se encuentra ejerciendo como proxeneta de Irma.
Celoso ante la relación de Irma con otros hombres, Néstor idea un plan para retirar a Irma de la prostitución, pero pronto descubre que no va a ser tan fácil como pensaba. Así, por medio de un disfraz se transforma en un personaje llamado Lord X, un lord británico que acaba convirtiéndose en el cliente exclusivo de Irma. En breve, este plan se vuelve contra él, ya que tiene que trabajar más y más como Néstor para pagar a Irma como Lord X; además, Irma comienza a sospechar del comportamiento de Néstor. Cuando Irma decide dejar París y marcharse con el falso lord, Néstor da por terminado el embuste; sin darse cuenta de que está siendo seguido por Hippolyte, tira al Sena su disfraz de Lord X pero Hippolyte, que no le ha visto cambiarse y sólo ve las ropas flotando, deduce que Néstor ha asesinado al lord y le denuncia. Antes del inminente arresto, Moustache le aconseja no desvelar la historia de Lord X, diciéndole: «Las cárceles están llenas de gente inocente que dijo la verdad», y Néstor admite haber matado a Lord X por su amor hacia Irma.
Encerrado en la prisión, pero con el amor de Irma, Néstor es sentenciado a 15 años de trabajos forzados; a través de Moustache se entera de que Irma está embarazada, se escapa con la ayuda del mismo y se refugia en el apartamento de Irma. Cuando la policía acude en su busca, Néstor simplemente vuelve a ponerse su uniforme de gendarme y se mezcla con el resto de agentes. Utilizando a Hippolyte, Moustache dirige la búsqueda hacia el Sena, del que emerge disfrazado de Lord X, de manera que desmonta la acusación de asesinato, puesto que el muerto está vivo. Inmediatamente corre a la iglesia para casarse con Irma. Durante la ceremonia comienzan las contracciones previas al parto, y el bebé nace apenas terminada la boda. Mientras Néstor y el resto de los invitados atienden a Irma, Moustache se fija en un invitado que permanece solo en los primeros bancos de la iglesia. Cuando se levanta y pasa junto a Moustache, éste ve con asombro que se trata del mismísimo Lord X. Moustache mira a la cámara y dice: «… pero esa es otra historia».

## Producción
La película fue concebida en 1962 como un proyecto para Marilyn Monroe en el papel principal. Este filme habría reunido nuevamente a Monroe con Billy Wilder y Jack Lemmon, con quienes trabajó en Some Like It Hot (Con faldas y a lo loco). Tras la muerte de Monroe, Shirley MacLaine fue elegida para el papel después de haber trabajado junto a Wilder protagonizando The Apartment. MacLaine recibió un salario de $350,000 más un porcentaje de las ganancias.
Aunque la mayor parte de la película se rodó en los estudios Samuel Goldwyn en Hollywood, algunas escenas en exteriores fueron filmadas en varios lugares de París, incluyendo Les Halles, la iglesia de Saint-Étienne-du-Mont y las orillas del Sena.

## Recepción
La película fue un éxito en taquilla, recaudando $25,246,588 en Estados Unidos y Canadá con un presupuesto de $5 millones. Fue la quinta película más taquillera de 1963, con una recaudación estimada de $12 millones en Estados Unidos y Canadá. Irma la Douce generó más de $15 millones a nivel mundial, pero debido a la participación en las ganancias de Wilder y los dos protagonistas, United Artists obtuvo solo $440,000 de beneficio durante su exhibición en cines. Fue la película más popular de todos los tiempos en los Países Bajos, con 3.6 millones de espectadores.
Bosley Crowther, de The New York Times, la describió como "una película animada y burbujeante", destacando a Jack Lemmon como "poco menos que brillante" y a Shirley MacLaine por su "maravillosamente desenfadada y sincera actitud, que disipa cualquier indignación y deja al espectador dulcemente enamorado de ella". Variety elogió las "deslumbrantes interpretaciones" de Lemmon y MacLaine, pero consideró que la película "carece de la originalidad de algunos de los recientes trabajos de Wilder" y que su duración de 147 minutos era "excesiva para una farsa frívola". Philip K. Scheuer, de Los Angeles Times, escribió: "Me pareció una comedia brillante, aunque descaradamente atrevida". Por otro lado, Richard L. Coe, de The Washington Post, criticó la película por considerarla "excesiva y demasiado larga, dos horas y tres cuartos tediosamente dedicadas a un solo chiste". El Monthly Film Bulletin señaló: "Aunque la película se extiende por más de dos horas y rara vez se aleja de los dos protagonistas y de la rue Casanova construida en estudio, el humor y la espontaneidad se mantienen sorprendentemente bien... gran parte del mérito es de Shirley MacLaine y Jack Lemmon, quienes ofrecen otro tour de force en la comedia". La película tiene una calificación del 76 % en Rotten Tomatoes, basada en 21 reseñas.

## Premios

### Premios Óscar
| Año  | Categoría                   | Receptor         | Resultado |
| ---- | --------------------------- | ---------------- | --------- |
| 1963 | Mejor banda sonora original | André Previn     | Ganadora  |
| 1963 | Mejor fotografía            | Joseph LaShelle  | Nominado  |
| 1963 | Mejor actriz                | Shirley MacLaine | Nominada  |

### Premios Globo de Oro
| Año  | Categoría                          | Receptor         | Resultado |
| ---- | ---------------------------------- | ---------------- | --------- |
| 1963 | Mejor actriz — Comedia o musical   | Shirley MacLaine | Ganadora  |
| 1963 | Mejor actor — Comedia o musical    | Jack Lemmon      | Nominado  |
| 1963 | Mejor película — Comedia o musical | Irma la dulce    | Nominada  |

### Otros
| Premio y año                                              | Categoría                                            | Receptor                        | Resultado |
| --------------------------------------------------------- | ---------------------------------------------------- | ------------------------------- | --------- |
| Premio David de Donatello 1964                            | Mejor actriz extranjera (Migliore Attrice Straniera) | Shirley MacLaine                | Ganadora  |
| Premio del Sindicato de guionistas de Estados Unidos 1963 | Mejor guion de comedia                               | I. A. L. Diamond y Billy Wilder | Nominado  |
| Premios BAFTA 1965                                        | Mejor actriz extranjera                              | Shirley MacLaine                | Nominada  |